# Murderdolls
Murderdolls foi uma banda de horror punk dos Estados Unidos fundada em 2002 em Hollywood, Califórnia. A banda tinha como membros Wednesday 13, Roman Surman, Jack Tankersley, Racci Shay Hart e Joey Jordison.
A banda lançou seu primeiro álbum em 2002, com o título de Beyond the valley of the Murderdolls. Em abril de 2010 gravaram o segundo álbum, que foi lançado em agosto, intitulado Women and Children Last. A banda teve um sucesso limitado nos Estados Unidos, mas seu álbum e seus singles fizeram muito sucesso no Reino Unido e no Japão.

## História

### Características
O som da banda é composto de influências do glam rock e do punk rock, com bases em sons de bandas de hard rock dos anos 70, (tais como Alice Cooper e Kiss). Também há influências em filmes de terror que é facilmente vista em suas letras e no modo de se vestirem em suas apresentações, com roupas extravagantes, obscuras e maquiagem pesada, tornando-se uma banda de horror punk.

### Biografia
O embrião do Murderdolls surgiu em 1994, quando Joey Jordison em Des Moines, Iowa, tocava guitarra numa banda chamada The Rejects, liderada pelo vocalista Dizzy Draztik. O som da banda era algo comparável ao que o Murderdolls tocaria ao se desenvolver mais tarde, Rejects dividia Joey com outra banda famosa e polêmica, mas naquela época pouco conhecida, o Slipknot. Durante o Ozzfest de 1999, Joey foi até Tripp Eisen e perguntou se ele estava a fim de entrar em um novo projeto e Tripp logo aceitou, ele convidou o baterista Racci Shay, e também um baixista que havia tocado em Nova York, na banda Vampire Love Dolls. Wednesday 13 entrou um pouco depois como baixista. Tripp Eisen alegou que sugeriu que seu amigo Acey Slade fosse convidado para ficar no baixo, mas foi rejeitado pelos outros membros, então todos concordaram em convidar Wednesday 13. Brevemente Wednesday 13 foi deslocado para o posto de vocalista, porque Dizzy Draztik foi retirado do projeto. Seguidamente a banda mudou de nome de The Rejects para Murderdolls (Joey que pôs esse nome), e iriam em breve adotar uma abordagem mais pesada em suas características o horror.
Em termos de letras do primeiro álbum, a maior parte das faixas foram da banda anterior de Wednesday 13, a Frankenstein Drag Queens from Planet 13. , Wednesday 13, Joey Jordison e Tripp Eisen foram os únicos que participaram deste álbum. Eles assinaram contrato com a gravadora Roadrunner Records, Joey gravou, Guitarra Base, baixo e bateria, Wednesday 13 gravou o vocal e Tripp a Guitarra Solo.
Em março de 2002, Ben Graves e Eric Griffin, dois músicos de Boston, Massachusetts, mas que viviam em Hollywood, Califórnia, entraram na banda, depois que Tripp mostrou um vídeo ao Joey, em que ele tocava junto com Eric e Ben. Então Joey, Wednesday 13 e Tripp decidiram convidar ambos para entrar na banda. E com essa nova formação eles se apresentaram pela primeira vez em San Diego. No início de 2002 foi lançado um EP , chamado Right to Remain Violent, e em seguida saiu o álbum Beyond the Valley of the Murderdolls.

### Primeira turnê
A primeira turnê da banda foi nos Estados Unidos, incluindo as cidades de Los Angeles, Detroit e Chicago. A primeira grande apresentação foi no dia 18 de agosto de 2002, no "Sonic Festival Summer", em Tóquio, no Japão, dois dias antes da estréia do álbum. Essa apresentação ajudou a aumentar as vendas do álbum no país.
Na seqüência, eles se apresentaram por alguns países europeus. E em 2003, seguiram com sua turnê emendando 2002 a 2003 nas estradas. Em 2003 se apresentaram no festival "Big Day Out" na Austrália, eles tocaram depois das bandas Queens of the Stone Age e Foo Fighters, recebidos fervorosamente pelo público australiano. Um dos organizadores do festival completou sobre o desempenho da banda "Eles são uma versão dilacerada, estranguladora e psicótica dos Sex Pistols, curti bastante a apresentação desses caras".
Outros grandes festivais que o Murderdolls participou recente a esta data, foram "Download Festival" e "Rock am Ring". Em um desses festivais, eles tocaram ao lado da banda Iron Maiden. Em 2003, também saiu um vídeo promocional da canção "White Wedding", onde os Murderdolls fazem um cover de Billy Idol. O vídeo se passa num programa de novos popstars americanos, foi meio que uma sátira e um modo de protestar contra as modinhas que surgem facilmente na América. O vídeo foi lançado primeiramente no Reino Unido, fazendo um sucesso imenso, eles ainda participaram do Premier UK Chart Show; The Pops.

### Hiato
O Murderdolls entrou em seu primeiro hiato após 17 de janeiro de 2004, quando tocaram em Corona, Califórnia. Após esta apresentação, eles que já tinham decidido dar um intervalo, pois Joey precisava regressar ao Slipknot. Wednesday 13 e Joey afirmaram que iriam voltar para gravarem o segundo álbum de estúdio da banda em breve, e voltaram no inicio de 2010, mas apenas Joey Jordison e Wednesday 13 gravaram com participação de Mick Mars, o segundo álbum da banda  intitulado Women and Children Last lançado em agosto do corrente ano. Em 15 de junho de 2010 eles tiveram sua primeira apresentação após o hiato, em Pomona, CA. Em 17 de junho tocaram em West Hollywood, e já tem data marcada no consagradissimo festival Ozzfest em 18 de setembro em Londres

### Trabalho dos membros depois do primeiro hiato
Wednesday 13 iniciou um projeto intitulado "Wednesday 13", lançando vários álbuns e excursionando extensivamente, ele também ressuscitou o Frankenstein Drag Queens from Planet 13, para uma breve apresentação. E em 2007 formou a banda Country Bourbon Crow tendo pequenas apresentações pelos Estados Unidos.
Acey Slade Realizou o trabalho de vocalista e guitarrista na banda punk Trashlight Vision, antes de sua separação em 2007. Lançou álbuns solo, e produziu um acústico para o escocês punk Billy Liar.
Joey Jordison Continuou tocando bateria com o Slipknot, ele tocou várias vezes em outras bandas como Ministry, Satyricon, Korn e Metallica e Rob Zombie. Todas as participações foram ao vivo, não firmando nenhum vínculo permanente com nenhuma dessas bandas. Joey Jordison faleceu em 2021
Eric Griffin Tocou  guitarra nas turnês das bandas Faster Pussycat, The Napoleon Blownaparts e Roxy Saint. Durante o ano de 2006, Eric entrou na banda solo de Wednesday 13, mas deixou a banda no ano seguinte. 
Ben Graves preencheu o cargo de baterista na banda Dope, para sua turnê japonesa, e tem tocado com AntiProduct e com a banda de rock industrial Nocturne.

## Formação

### Membros
- Wednesday 13 - vocal
- Joey Jordison - guitarra
- Roman Surman - guitarra
- Jack Tankersley - baixo
- Racci Shay Hart - bateria

### Ex-membros
- Acey Slade - guitarra
- Tripp Eisen - guitarra
- Eric Griffin - baixo
- Ben Graves - bateria

## Discografia

### Álbuns
- 2002 - Beyond the Valley of the Murderdolls
- 2010 - Women and Children Last

### EPs
- 2002 - Right to Remain Violent

### Singles
| Música              | Data de lançamento |
| Dead in Hollywood   | 2002               |
| White Wedding       | 2003               |
| My Dark Place Alone | 2010               |
| Nowhere             | 2010               |

## Videoclipes
- "Dead in Holywood"
- "White Wedding"
- "Love At First Fright"
- "Chapel Of Blood"
- "My Dark Place Alone"
- "Nowhere"